# Jocelyne Dorian
Jocelyne Dorian, née en 1946 à Épernay dans le département de la Marne, est une auteure-compositrice-interprète néofolk, qualifiée de « Castafiore des casernes » et de « diva des forces de l'ordre », comédienne et écrivaine française.

## Biographie
Jocelyne Dorian naît en 1946 à Épernay dans le département de la Marne. Durant sa jeunesse, elle réalise sa première composition à l'âge de 14 ans avec la guitare de son frère.
Jocelyne fait ses débuts dans la chanson dans l'émission Le Petit Conservatoire de la chanson de Mireille (compositrice-interprète), qui lui permettra de rencontrer des chanteurs tels que Serge Lama, Yves Duteil, Françoise Hardy et Alice Dona, élèves eux aussi.
En 1978, elle joue dans le film Convoi de filles de Pierre Chevalier.
Après avoir rédigé un hymne à la francophonie dans l'un de ses romans, elle se fait remarquer en 1998 avec une chanson à la gloire des douaniers :Hymne à la douane. Le CD est enregistré avec la musique de la gendarmerie mobile. Elle écrit ensuite une chanson à la gloire du GIGN, puis d'autres pour les gendarmes : elle crée notamment l'hymne de l'association des réservistes de la gendarmerie nationale. Qualifiée de « Castafiore des casernes » et de « diva des forces de l'ordre »,,, elle fait l'objet d'un documentaire sur Arte radio le 27 mars 2012
En août 2020, durant la Pandémie de Covid-19, elle compose et publie la chanson Bas les masques.

## Discographie
La discographie de Jocelyne Dorian s'étend de 1964, à 2020.
Elle a composé l'hymne du Puy-du-Fou.

## Œuvres
- Entre chien et loup… il y a des hommes, 2010,  (ISBN 978-2-748356588)
- Le livre d'Irène (avec Irène Bermont), 2012,  (ISBN 978-2-74838-655-4)
- Dans les yeux du chat, 2018,  (ISBN 978-2-34216-225-7)
- Un lettre, enfin !, éditions du cordeau, 2019,  (ISBN 978-2-38091-032-2)